# Роллинз, Рид Кларк
Рид Кларк Роллинз (англ. Reed Clark Rollins, 1911—1998) — американский ботаник, профессор Гарвардского университета.

## Биография
Рид Кларк Роллинз родился 7 декабря 1911 года в семье с 13 детьми в городе Лиман на юго-западе Вайоминга. В 1929 году Рид поступил в Вайомингский университет. На протяжении следующих трёх лет Роллинз работал в Департаменте сельского хозяйства США. В 1933 году он получил степень бакалавра искусств. В 1934 году Роллинз стал учиться в Университете штата Вашингтон, в 1936 году получил степень магистра под руководством Линкольна Констанса за работу, посвящённую роду капустных Arabis. Осенью того же года перешёл в Гарвардский университет. В 1940 году Роллинз получил степень доктора философии под руководством Меррита Линдона Фернальда. Рид Роллинз был одним из первых систематиков, использовавших в таксономических работах данные о числе хромосом. В январе 1941 года Роллинз стал адъюнкт-профессором Стэнфордского университета. В 1948 году он стал директором гербария Эйсы Грея в Гарвардском университете. Роллинз принимал участие в создании Международной ассоциации таксономии растений, с 1954 по 1959 был её президентом. Он был главным редактором журналов Rhodora (с 1950 по 1963), Contributions from the Gray Herbarium (с 1950 по 1978), Occasional Papers of the Farlow Herbarium of Cryptogamic Botany (с 1974 по 1978) и Publications from the Bussey Institution of Harvard University (с 1975 по 1979). Рид Кларк Роллинз скончался 28 апреля 1998 года.

## Некоторые научные публикации
- Rollins, R.C. The cruciferous genus Physaria (англ.) // Rhodora. — 1939. — Vol. 41. — P. 392—415.
- Rollins, R.C. A monographic study of Arabis in western North America (англ.) // Rhodora : journal. — 1941. — Vol. 43. — P. 289—325, 348—411, 425—481.
- Rollins, R.C. A revisionary study of the genus Menonvillea (Cruciferae) (англ.) // Contributions from the Gray Herbarium : journal. — 1955. — Vol. 177. — P. 3—157.
- Rollins, R.C., Shaw, E.A. The Genus Lesquerella (Cruciferae) in North America (англ.). — Cambridge, MA: Harvard University Press, 1973.
- Rollins, R.C. The Cruciferae of Continental North America (англ.). — Stanford, CA: Stanford University Press, 1993.

## Растения, названные в честь Р. К. Роллинза
- Reedrollinsia cauliflora J.W.Walker, 1971 [syn.  Stenanona Standl., 1929]
- Rollinsia Al-Shehbaz, 1982 [syn.  Dryopetalon A.Gray, 1853]
- Ageratina rollinsii B.L.Turner, 1983 [syn.  Ageratina nesomii B.L.Turner, 1983]
- Boechera rollinsiorum Windham & Al-Shehbaz, 2006
- Cryptantha rollinsii I.M.Johnst., 1939
- Lomatium rollinsii Mathias & Constance, 1942
- Mancoa rollinsiana Calderón, 1977
- Menonvillea rollinsii Al-Shehbaz & Martic., 1990
- Parthenium rollinsianum Rzed., 1959
- Physaria rollinsii G.A.Mulligan, 1966
- Thelypodium rollinsii Al-Shehbaz, 1973
- Trifolium rollinsii J.M.Gillett, 1972 [syn.  Trifolium kingii subsp. rollinsii (J.M.Gillett) D.Heller, 1984]